# Dicranota trichoneura
Dicranota trichoneura är en tvåvingeart som beskrevs av Alexander 1960. Dicranota trichoneura ingår i släktet Dicranota och familjen hårögonharkrankar. Inga underarter finns listade i Catalogue of Life.